# NK Šubić Vuka
NK Šubić nogometni je klub iz Vuke.
Trenutačno se natječe u 2. ŽNL Osječko-baranjskoj.